# Gustav Körte
Gustav Körte (* 8. Februar 1852 in Berlin; † 15. August 1917 in Göttingen) war ein deutscher Klassischer Archäologe. 

## Leben
Gustav Körte war eines von zehn Kindern des Arztes Friedrich Körte (1818–1914) und seiner Frau Marie, geb. Thaer (1832–1898). Zu seinen Geschwistern zählten der Chirurg Werner Körte (1853–1937), der Architekt Friedrich Körte (1854–1934), der Maler Martin Körte (1857–1929), der Königsberger Oberbürgermeister Siegfried Körte (1861–1919) und der Klassische Philologe Alfred Körte (1866–1946).
Körte legte 1870 das Abitur am Friedrich-Werderschen Gymnasium in Berlin ab und begann ein Studium der Klassischen Philologie und Archäologie an der Universität Göttingen. 1871 wechselte er zu Heinrich Brunn nach München, 1873 nach Berlin. 1874 wurde er in München bei Brunn mit der Dissertation „Über Personifikationen psychologischer Affekte in der späteren Vasenmalerei“ promoviert. Anschließend unternahm er eine zweimonatige Reise nach Florenz, Rom und Neapel. Im Herbst 1874 kehrte Körte nach Deutschland zurück und bereitete sich in Göttingen auf das Lehrerexamen vor, das er 1875 ablegte. Von 1875 bis 1876 reiste Körte mit dem Reisestipendium des Deutschen Archäologischen Instituts in Italien und Griechenland, 1877 bis 1879 war er als Assistent am Deutschen Archäologischen Institut in Athen tätig.
Nach seiner Heimkehr arbeitete Körte kurze Zeit im Berliner Antiquarium, ehe er 1880 als Privatdozent nach Göttingen ging. 1881 folgte er einem Ruf an die Universität Rostock, wo er den neu begründeten Lehrstuhl für Archäologie übernahm und im Sommersemester 1895 auch das Amt des Rektors ausübte. Von 1905 bis 1907 leitete Körte das Deutsche Archäologische Institut in Rom. 1907 wechselte er auf den Göttinger Lehrstuhl, wo er bis zu seinem Tode forschte und lehrte. Er starb kurz vor seiner Emeritierung an den Folgen einer Blinddarmoperation. Sein Nachfolger wurde Hermann Thiersch. Körtes Grab mit einer palmetten-bekrönten Stele (Entwurf Otto Eichler, Göttingen) befindet sich auf dem Stadtfriedhof Göttingen.

## Familie
Körte heiratete am 27. September 1887 Anna Nasse (1864–1938), eine Tochter des Nationalökonomen Erwin Nasse; die Ehe blieb kinderlos.

## Leistungen
Körtes Forschungen konzentrierten sich auf einzelne griechische Kunstdenkmäler und die Kunst und Kultur der Etrusker. So übernahm er 1884 gemeinsam mit Adolf Klügmann die von Eduard Gerhard begründete Publikationsreihe Etruskischer Spiegel. Seine Einzeluntersuchungen behandelten besonders die Ausgrabungen in den Nekropolen in Orvieto und Tarquinia. Er arbeitete auch für das Projekt Die antiken Sarkophagreliefs.
Zusammen mit seinem Bruder Alfred führte er im Jahr 1900 Ausgrabungen in der antiken Stadt Gordion in Kleinasien durch, deren Lage sein Bruder 1895 entdeckt hatte. Die Entdeckung von Gordion machte erstmals die Erforschung der phrygischen Kultur des 8. und 7. Jahrhunderts v. Chr. möglich.

## Veröffentlichungen (Auswahl)
- mit Adolf Klügmann: Etruskische Spiegel. Band 5, Berlin 1884–1897 (Digitalisat).
- I rilievi delle urne etrusche. Band 2,1, Berlin 1890 (Digitalisat); Band 2,2, Berlin 1896 (Digitalisat); Band 3, Berlin 1916 (Digitalisat).
- mit Alfred Körte: Gordion. Ergebnisse der Ausgrabung im Jahre 1900. Berlin 1904 (Digitalisat).
- Das Volumniergrab bei Perugia. Ein Beitrag zur Chronologie der etruskischen Kunst (= Abhandlungen der Königlichen Gesellschaft der Wissenschaften zu Göttingen, Philologisch-historische Klasse, Neue Folge 12,1). Berlin 1909 (Digitalisat).
- Göttinger Bronzen (= Abhandlungen der Königlichen Gesellschaft der Wissenschaften zu Göttingen, Philologisch-historische Klasse, Neue Folge 16,4). Berlin 1917 (Digitalisat).